# Charles Peyssonnel
Charles Peyssonnel (n. 1640, Marsilia, Franța – d. 20 septembrie 1720, Marsilia, Franța) a fost un medic francez din Marsilia, care i-a alertat pe consilierii municipali cu privire la producerea unei epidemii de ciumă și a murit el însuși de această boală.

## Biografie
Charles Peyssonnel dintr-o familie de medici este el însuși medic. Are doi fii: medicul și naturalistul Jean-André Peyssonnel (1694-1759) și avocatul și diplomatul Charles de Peyssonnel (1700-1757).
Fost student al Oratoriens, el rămâne credincios stăpânilor săi și va fi urmărit penal ca Janséniste și condamnat de intendența Provence în 12 februarie 1689 la șapte ani de izgonire în afara regatului și la 1.500 de livre de amendă. A plecat în exil la Cairo, Egipt, unde a practicat medicina. De asemenea, a rămas în Tunisia din 1697 până în 1699. Întors în Marsilia, în 1720 a fost decanul medicilor. El exercită funcțiile de medic șef al Hôtel-Dieu. În timpul ciumei din 1720, el a fost primul care a diagnosticat oficial ciuma la 9 iulie 1720 prin examinarea unui copil bolnav de pe rue Jean-Galant și alertarea consilierilor municipali. El va avea o atitudine admirabilă și va muri din cauza ciumei, victimă a devotamentului său.